# Fabrice Sapolsky
Pour les articles homonymes, voir Sapolsky.
 (octobre 2018).
Fabrice Sapolsky, né le 27 juillet 1970 à Paris, est scénariste et éditeur de bande dessinée, directeur de collection, journaliste, traducteur et directeur artistique.
Il est le créateur du magazine Comic Box et il a travaillé pour Marvel Comics. Il a également publié chez les éditeurs Atlantic BD, Jungle et Indeez Urban.

## Biographie
Fabrice Sapolsky crée en 1998 l'éditeur de presse TSC — acronyme signifiant « Tout Sauf Cochon » —, au sein duquel il lance Comic Box, magazine professionnel français consacré à la bande dessinée américaine et aux comicsainsi que d'autres titres de bande dessinée destinées à la jeunesse (comme CBKids). Après la disparition de TSC en 2002, il lance l'agence de presse Full FX en 2004 et devient à partir de ce moment-là fournisseur de contenu pour divers magazines, chez différents éditeurs.
En 2006, il est à l'origine d'une minisérie intitulée Spider-Man Noir. Coécrite avec le scénariste David Hine, elle est publiée directement sur le marché américain par Marvel en 2008. Elle comporte  une suite (Spider-Man Noir: Eyes Without a Face, 2010), écrite par les mêmes scénaristes. Sa version de Spider-Man apparaît par la suite dans le jeu vidéo Spider-Man: Shattered Dimensions (mais il ne participe pas à l'écriture du jeu en question).
En 2010, Fabrice Sapolsky coécrit avec Xavier Fournier l'album Catch Heroes, dessiné par Jack Lawrence, paru aux éditions Jungle.
En 2011, il écrit l'album Black Box, dessiné par l'américain Tom Lyle, publié par les éditions Atlantic BD.
En 2013, il écrit Hollywood Killer, dessiné par l'argentin Ariel Olivetti et publié chez Indeez Urban Éditions .
En 2020, installé aux États-Unis, il fonde sa propre maison d'édition, d'abord nommée FairSquare Comics et rebaptisée FairSquare Graphics en 2024 . Les parutions de cette structure se partagent alors en deux catégories : la traduction et la publication en langue anglaise de bandes dessinées parues en Europe, notamment ses propres albums Black Box et Hollywood Killer (publié en langue anglaise sous le titre One-Hit Wonder) mais aussi des titres tels que Photonik, donc il supervise la première traduction en Amérique. Il lance aussi des projets inédits parmi lesquels l'anthologie Noir is the New Black ou Lady-bird Begins, une réinvention moderne de l'héroïne littéraire française L'Oiselle, créée à l'origine en 1909.

## Publications

### Essais
- Comic Box Annuel 1, collectif, Éditions USA, 2002
- Comic Box Annuel 2, collectif, Éditions USA, 2003
- Comic Box Annuel 3, collectif, Éditions USA, 2004

### Albums de bande dessinée
- Spider-Man Noir (coscénario de David Hine, dessin de Carmine Di Giandomenico, Marvel Comics)
  1. Les Illusions perdues (2008)
  2. Les Yeux sans visage (2010)
- Catch Heroes (coscénario de Xavier Fournier, dessin de Jack Lawrence, Jungle, 2010)
- Black Box (dessin de Tom Lyle, Atlantic BD, 2011)
- Hollywood Killer (dessin d’Ariel Olivetti, Indeez Urban Éditions, 2013)
- Intertwined (dessin de Frédéric Pham Chuong, Dynamite Comics, 2016)
- Lady-bird Begins (coscénario de Dawn J. Starr, dessin de Daniele Sapuppo, FairSquare Comics, 2022)